# Berenice (conto)

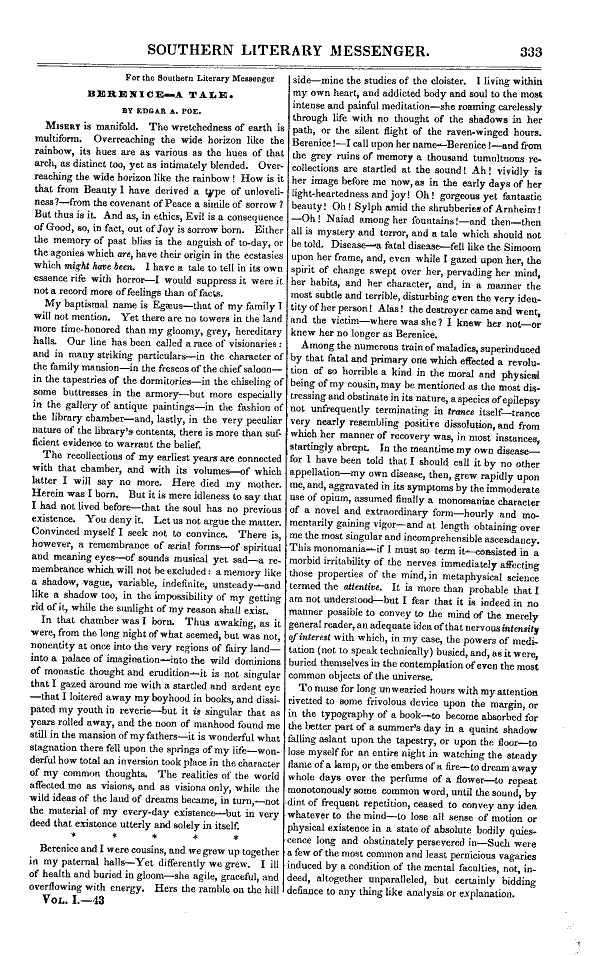
Conforme publicado em 1835.

Berenice é um pequeno conto de horror escrito por Edgar Allan Poe e publicado originalmente na Southern Literary Messenger em [
Os leitores da época escandalizaram-se pela violência do conto e reclamaram ao editor da Messenger. Embora Poe tenha publicado posteriormente uma versão autocensurada da história, ele acreditava que ele deveria ser julgado apenas pela quantidade de cópias vendidas.

## Resumo
A narrativa conta a história de um homem chamado Egeu, que está prestes a se casar com sua prima Berenice. Ele possui tendências a cair em períodos de intenso foco - períodos de "intensidade de interesse" - que parecem separá-lo do mundo exterior. Berenice começa a padecer de uma doença desconhecida até que a única parte do seu corpo a permancer saudável são os seus dentes, com os quais Egeu desenvolve uma obsessão. Berenice é enterrada, e Egeu continua a contemplar seus dentes. Um dia Egeu acorda de um período de foco sentindo-se intranquilo, e com o som de gritos nos ouvidos. Um criado o assusta contando a ele que o túmulo de Berenice fora violado, e que ela continuava viva. Ao lado de Egeu, entretanto, encontra-se uma caixa contendo 32 dentes manchados de sangue e um poema sobre "visitar o túmulo da minha amada".

## Televisão
No Brasil, o conto foi adaptado para a TV em Berenice, primeiro episódio da série Contos do Edgar.